# La meva nena
La meva nena (originalment en francès, Mon bébé) és una pel·lícula de comèdia dramàtica francesa del 2019 dirigida per Lisa Azuelos. S'ha doblat i subtitulat al català.

## Repartiment
- Sandrine Kiberlain - Héloïse
- Thaïs Alessandrin - Jade
- Victor Belmondo - Théo
- Mickaël Lumière - Louis
- Camille Claris - Lola
- Kyan Khojandi - Paul